# Niklas Kastenhofer
Niklas Kastenhofer (* 8. Januar 1999 in Halle (Saale)) ist ein deutscher Fußballspieler. Der Innenverteidiger steht beim SV Babelsberg 03 unter Vertrag.

## Karriere
Nach seinen Anfängen in der Jugend des Halleschen FC wechselte der Innenverteidiger zur Saison 2015/16 zu den B-Junioren (U17) des FC Carl Zeiss Jena, mit denen er in der B-Junioren-Bundesliga spielte. Zur Saison 2016/17 rückte der 17-Jährige zu den A-Junioren (U19) auf, kam bis zur Winterpause jedoch nur einmal in der A-Junioren-Bundesliga zum Einsatz. Daher kehrte Kastenhofer im Januar 2017 zum Halleschen FC zurück. Dort spielte er in den kommenden eineinhalb Jahren mit der U19 in der zweitklassigen A-Junioren-Regionalliga Nordost. Im März 2018 stand der A-Junior erstmal bei der Profimannschaft in der 3. Liga im Spieltagskader, wurde jedoch nicht eingewechselt.
Zur Saison 2018/19 rückte der 19-Jährige nach dem Ende seiner Juniorenzeit fest in den Profikader auf und absolvierte 7 Einsätze (3-mal von Beginn) in der 3. Liga. Zudem steuerte er 2 Einsätze zum Gewinn des Sachsen-Anhalt-Pokals bei, womit man sich für den DFB-Pokal qualifizierte. In der Saison 2019/20, in der er seinen Vertrag bis zum 30. Juni 2022 verlängerte, folgten 15 Drittligaeinsätze (13-mal in der Startelf) und ein Tor. In der Saison 2020/21 kam Kastenhofer kaum zum Einsatz und lief nur 7-mal (2-mal von Beginn) in der Liga auf. Seine Rolle als Reservist behielt er auch in der Saison 2021/22, in der er 19 Drittligaspiele absolvierte und 11-mal in der Startelf stand. Anschließend verließ Kastenhofer den Verein mit seinem Vertragsende.
Zur Saison 2022/23 wechselte der 23-Jährige in die viertklassige Regionalliga Nord zum VfB Lübeck, bei dem er einen Vertrag bis zum 30. Juni 2024 unterschrieb. Mit den Lübeckern stieg er als Meister in die 3. Liga und gewann den SHFV-Pokal. In der Saison 2023/24 stieg die Mannschaft jedoch direkt wieder ab. Aufgrund von Verletzungen konnte er in zwei Spielzeiten lediglich 31 Ligaspiele absolvieren.
Zur Saison 2024/25 kehrte Kastenhofer zum Halleschen FC zurück, der ebenfalls aus der 3. Liga abgestiegen war. In der Folge bestritt er 10 Regionalligaspiele für die Hallenser und gewann mit dem HFC den Sachsen-Anhalt-Pokal. In der Saison 2025/26 schloss er sich dem SV Babelsberg 03 an.

## Erfolge
- Meister der Regionalliga Nord und Aufstieg in die 3. Liga: 2023
- SHFV-Pokal-Sieger: 2023
- Sachsen-Anhalt-Pokal-Sieger: 2019, 2025